# Galaktozid 2-a-L-fukoziltransferaza
Galaktozid 2-a--fukoziltransferaza (EC 2.4.1.69, krvno grupna H alfa-2-fukoziltransferaza, guanozin difosfofukoza-galaktozid 2-L-fukoziltransferaza, alfa-(1->2)-L-fukoziltransferaza, alfa-2-fukoziltransferaza, alfa-2-L-fukoziltransferaza, od krvno-grupne supstance H zavisna fukoziltransferaza, guanozin difosfofukoza-glikoprotein 2-alfa-fukoziltransferaza, guanozin difosfofukoza-laktoza fukoziltransferaza, GDP fukoza-laktoza fukoziltransferaza, guanozin difosfo-L-fukoza-laktoza fukoziltransferaza, guanozin difosfofukoza-beta-D-galaktozil-alfa-2-L-fukoziltransferaza, guanozin difosfofukoza-galaktozilacetilglukozaminilgalaktozilglukozilkeramid alfa-L-fukoziltransferaza, guanozin difosfofukoza-glikoprotein 2-alfa--fukoziltransferaza, H-gen-kodirana beta-galaktozid alfa 1->2 fukoziltransferaza, sekretorska tip beta-galaktozid alfa 1->2 fukoziltransferaza, beta-galaktozid alfa 1->2 fukoziltransferaza, GDP-L-fukoza:laktoza fukoziltransferaza, GDP-beta--fukoza:beta--galaktozil-R 2-alfa--fukoziltransferaza) je enzim sa sistematskim imenom GDP-beta--fukoza:beta--galaktozil-(1->3)--acetil-beta--glukozaminil-(1->3)-beta--galaktozil-(1->4)-beta--glukozil-(1<->1)-keramid 2-alfa--fukoziltransferaza. Ovaj enzim katalizuje sledeću hemijsku reakciju
GDP-beta-L-fukoza + beta-D-galaktozil-(1->3)--acetil-beta--glukozaminil-(1->3)-beta--galaktozil-(1->4)-beta--glukozil-(1<->1)-keramid {\displaystyle \rightleftharpoons } GDP + alfa-L-fukozil-(1->2)-beta-D-galaktozil-(1->3)--acetil-beta--glukozaminil-(1->3)-beta--galaktozil-(1->4)-beta--glukozil-(1<->1)-keramid
Slobodna laktoza može da bude akceptor.

## Literatura
- Nicholas C. Price; Lewis Stevens (1999). Fundamentals of Enzymology: The Cell and Molecular Biology of Catalytic Proteins (Third изд.). USA: Oxford University Press. ISBN 019850229X.
- Eric J. Toone (2006). Advances in Enzymology and Related Areas of Molecular Biology, Protein Evolution (Volume 75 изд.). Wiley-Interscience. ISBN 0471205036.
- Branden C; Tooze J. Introduction to Protein Structure. New York, NY: Garland Publishing. ISBN 0-8153-2305-0.
- Irwin H. Segel. Enzyme Kinetics: Behavior and Analysis of Rapid Equilibrium and Steady-State Enzyme Systems (Book 44 изд.). Wiley Classics Library. ISBN 0471303097.
- William P. Jencks (1987). Catalysis in Chemistry and Enzymology. Dover Publications. ISBN 0486654605.

## Spoljašnje veze
- Galactoside+2-alpha-L-fucosyltransferase на 